# Un amour pendant la guerre
Pour plus de détails, voir Fiche technique et Distribution.
Un amour pendant la guerre est un film documentaire réalisé en 2005 par la Camerounaise Osvalde Lewat-Hallade.

## Synopsis
Après avoir perdu la trace de son mari durant six ans, pendant la guerre en République démocratique du Congo, Aziza le retrouve installé dans la capitale de Kinshasa. Tous deux veulent reconstruire leur vie familiale. Aziza, journaliste, est hantée par le souvenir des horreurs qu’elle et d’autres femmes ont dû subir à l’est du pays pendant la guerre. Elle décide de retourner dans le Sud-Kivu pour faire la paix avec elle-même et rejoindre le combat de la vie des femmes déchirées par les multiples exactions subies.

## Fiche technique
- Titre : Un amour pendant la guerre
- Réalisation : Osvalde Lewat-Hallade
- Pays de tournage : République démocratique du Congo
- Pays de production : Cameroun
- Production : Waza Images
- Image : Albert Liesegang, Guérin Mambi
- Son : Athanase Bala, Charles Obio
- Montage : David Kleinman
- Mixage : Matthieu Cochin
- Musiques originales : Lifutambaa (guitare et voix par Djonimbo), Aziza (par les Accrobantous), Loi de la nature et Mpela, l’eau (par Djonimbo)
- Genre : documentaire
- Langue : français et langues locales
- Durée : 62 minutes
- Format : vidéo
- Distribution : Waza Images
- Soutiens : Direction du développement et de la coopération du département fédéral des Affaires étrangères, Fonds Images Afrique (ministère français des Affaires étrangères), Mission de l’Organisation des Nations unies en RDC, UNESCO, Canal France International